# Rudolf Paulis
Rudolf Paulis (20. ledna 1934 Nitra – 29. června 2010 tamtéž) byl slovenský fotbalový obránce.

## Hráčská kariéra
V československé lize hrál za Slovan Nitra, aniž by skóroval.

### Prvoligová bilance
| Ročník          | Zápasy | Góly | Minuty | Klub            |
| --------------- | ------ | ---- | ------ | --------------- |
| I. liga 1959/60 | 1      | 0    | –      | TJ Slovan Nitra |
| CELKEM I. LIGA  | 1      | 0    | –      |                 |